# Arctepidosis paneliusi
Arctepidosis paneliusi är en tvåvingeart som beskrevs av Boris Mamaev och Zaitzev 1998. Arctepidosis paneliusi ingår i släktet Arctepidosis och familjen gallmyggor. Inga underarter finns listade i Catalogue of Life.